# テオフィル・シューラー
テオフィル・シューラー (仏：Théophile Schuler、1821年6月18日 - 1878年1月16日) は、フランスの画家、イラストレーター、版画家。
アルザスの歴史に根ざしたロマン主義的な絵画や、雑誌や小説のイラストや版画を手がけた。1938年には彼の名を冠した「テオフィル・シューラー賞」が設立されている。

## 経歴

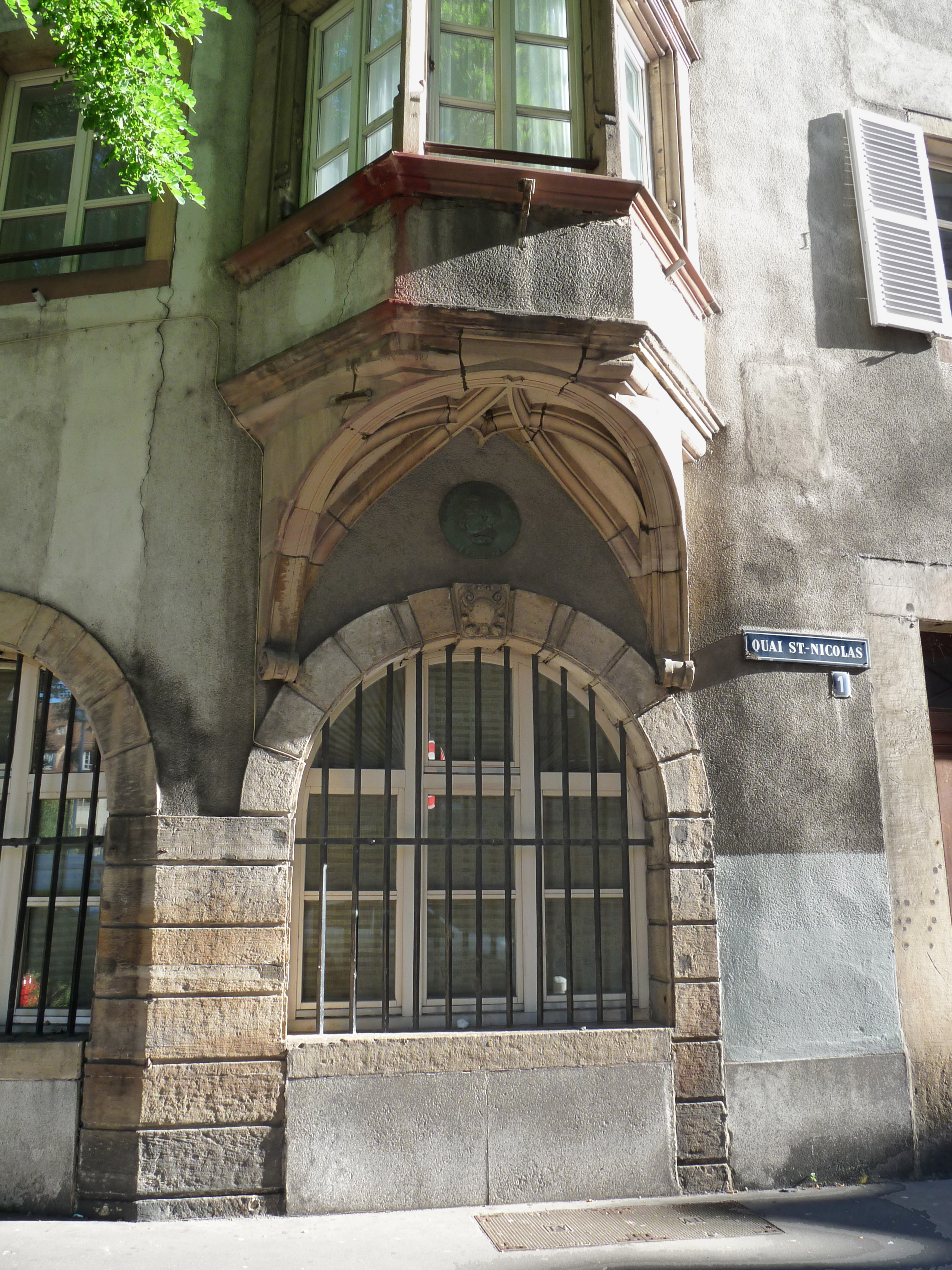
テオフィル・シューラーの旧居

テオフィル・シューラーは1821年6月18日にストラスブール聖ニコラ教会の牧師であるダニエル・テオフィル・シューラーと、その妻マルグリット・サロメ・オー（Marguerite Salomé Hoh）との間にストラスブールで生まれた。彼は同地で絵画を習い、ドイツのカールスルーエで凹版印刷の技法を学んだ。その後、1839年から1843年までパリで画家のミシェル・マルタン・ドロランと、ポール・ドラローシュに師事した。1848年以降はストラスブールに帰り、絵画制作とドローイング教育に従事するほか、雑誌「ル・マガザン・ピトレスク」に版画を寄稿。1859年からはピエール＝ジュール・エッツェルの出版社に協力し、ジュール・ヴェルヌの「ザカリウス師」やヴィクトル・ユーゴーの詩集「懲罰」、エルクマン＝シャトリアンの小説、メアリー・メイプス・ドッジの「ハンス・ブリンカー、またはシルバー・スケート」などにイラストを提供した。彼は1878年1月16日に死去し、サン＝ガル・ドゥ・ストラスブール墓地に埋葬された。

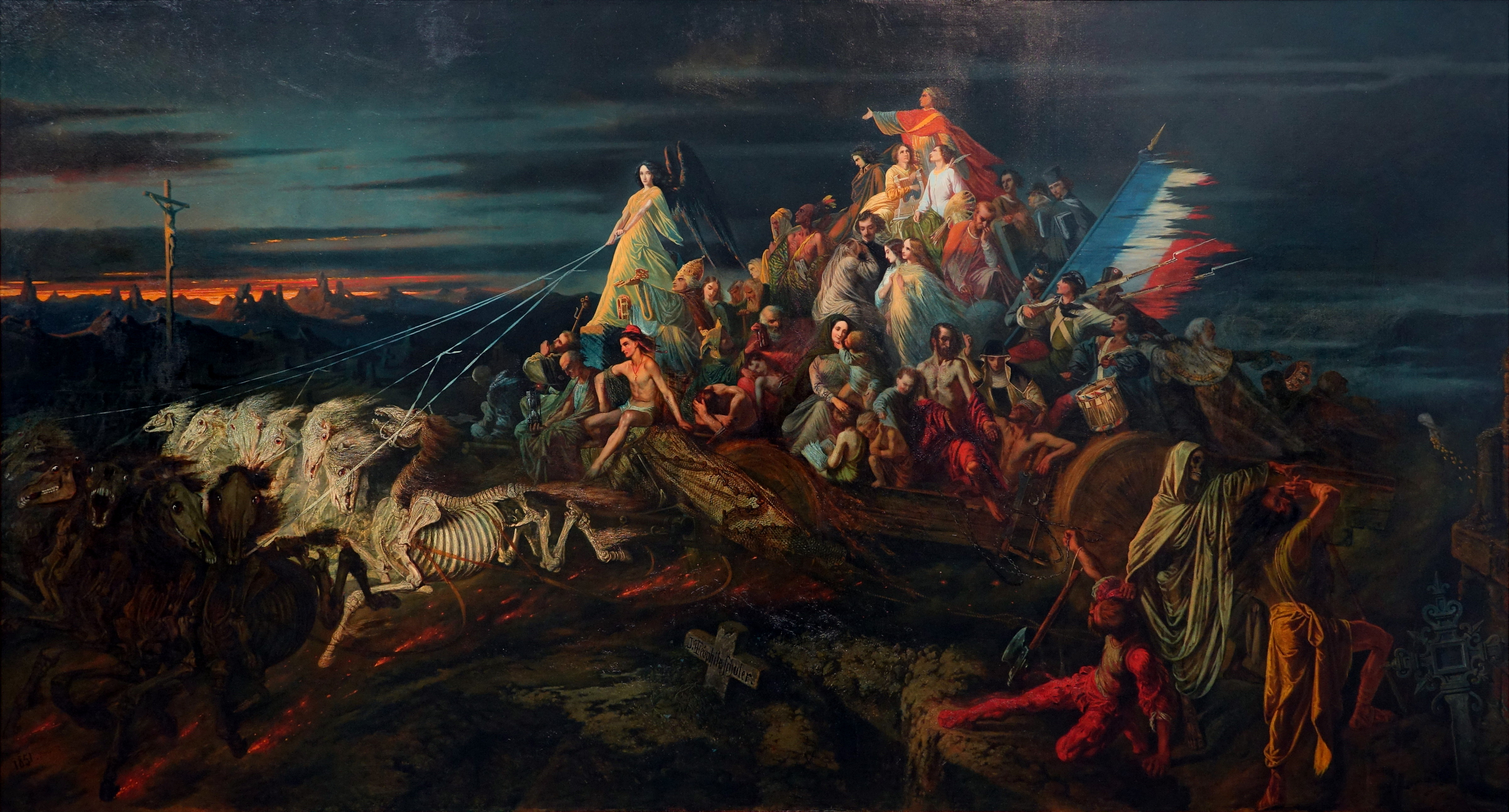
「死の戦車」(油彩)

彼の代表的な作品として、1848年のフランス革命と同時期にヨーロッパで催された同様のイベントののち、神秘的な絶望の精神によって描かれた記念碑的な「死の戦車」が挙げられる。これは1862年に芸術家によって設立されたコルマールのウンターリンデン美術館に収蔵されている。
円熟期を迎えた画家はストラスブールで聖ニコラのルネサンス建築様式の家に住んだ。現在、建物のオリエル窓の下に彼の肖像のレリーフ彫刻がある。1918年にはストラスブールの通りにテオフィル・シューラー通りと名付けられた。

## テオフィル・シューラー賞
1938年、シューラーの娘エリザによりテオフィル・シューラー賞が設立された。これは1832年に設立された "Société des Amis des Arts et des Musées de Strasbourg" （ストラスブール美術館芸術友の会）から、地元の新進アーティストに毎年授与される。賞金は2016年度で3,000ユーロである。

## 作品

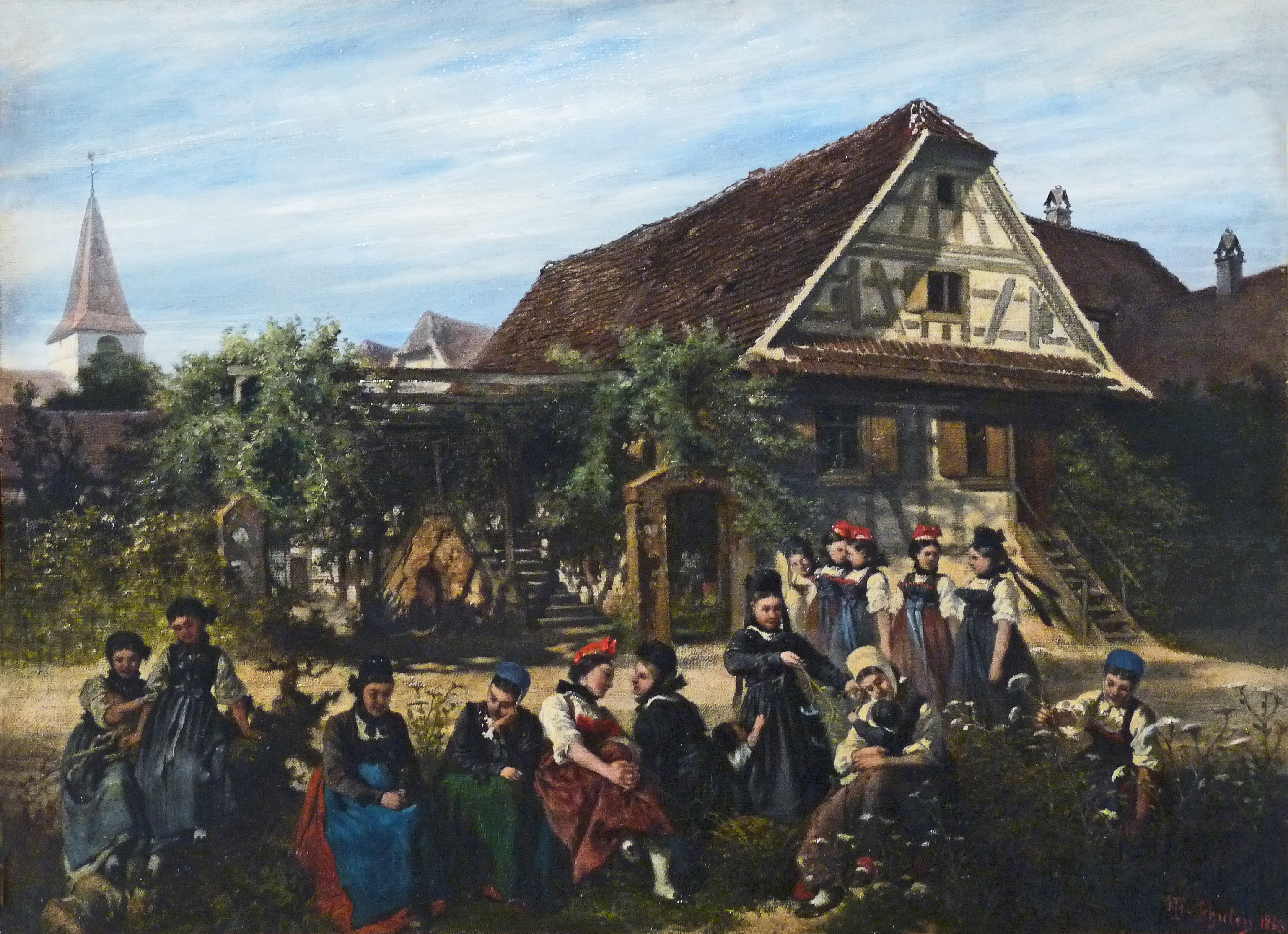
ゼーバハの日曜日 (油彩)
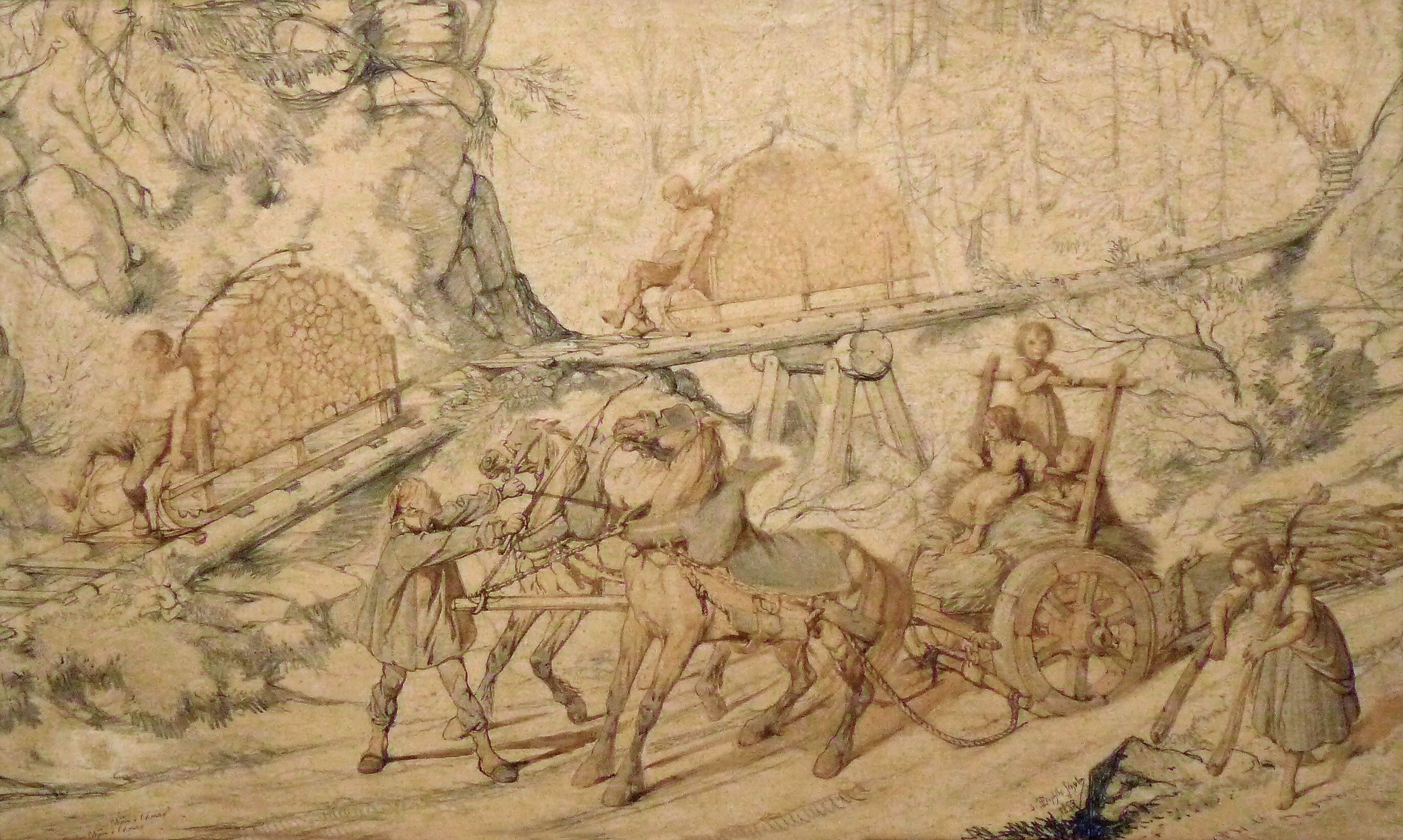
ヴォージュ山脈のそり運搬業 (木炭に水彩)
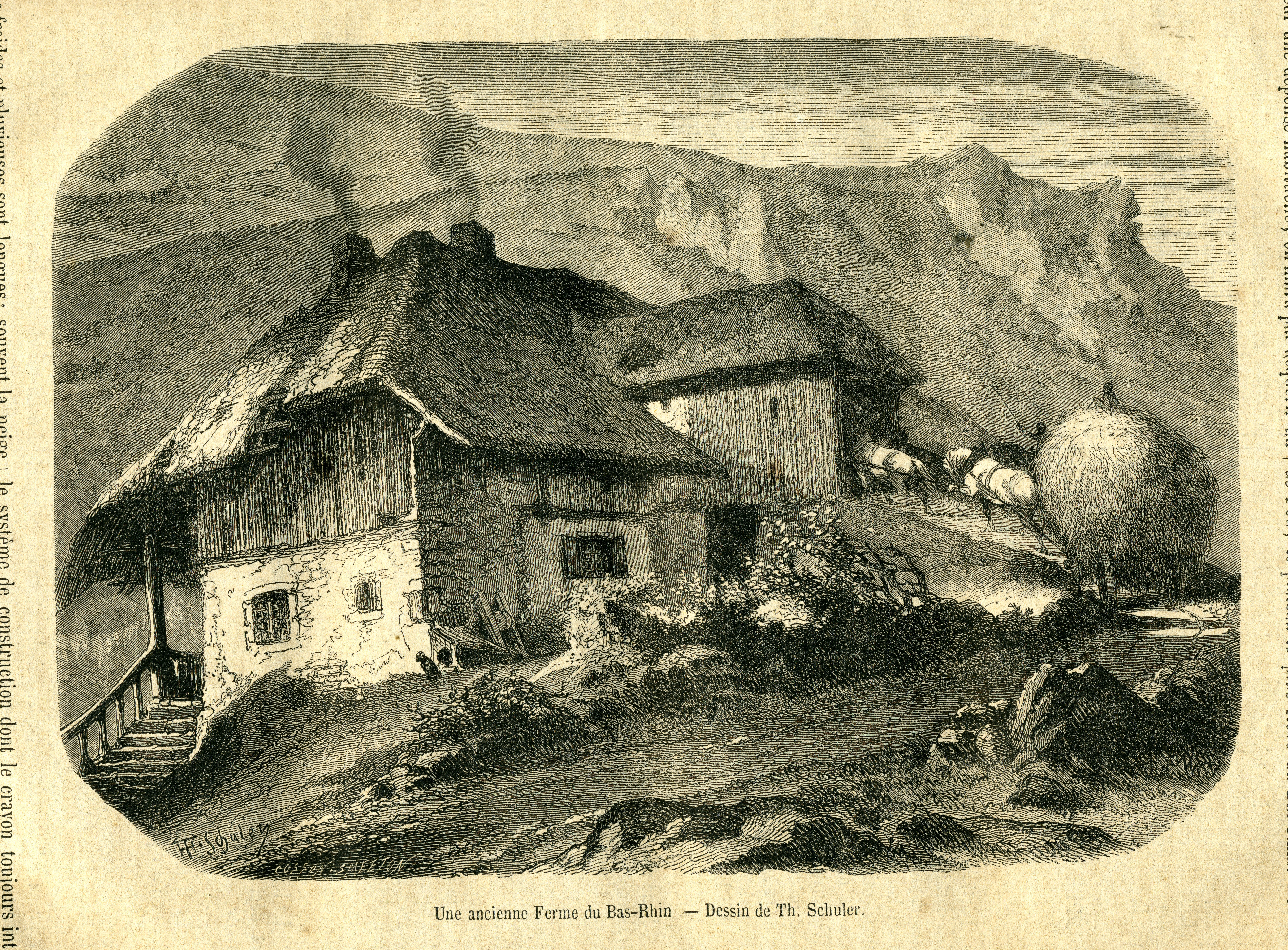
アルザスの農家
(版画)[10]
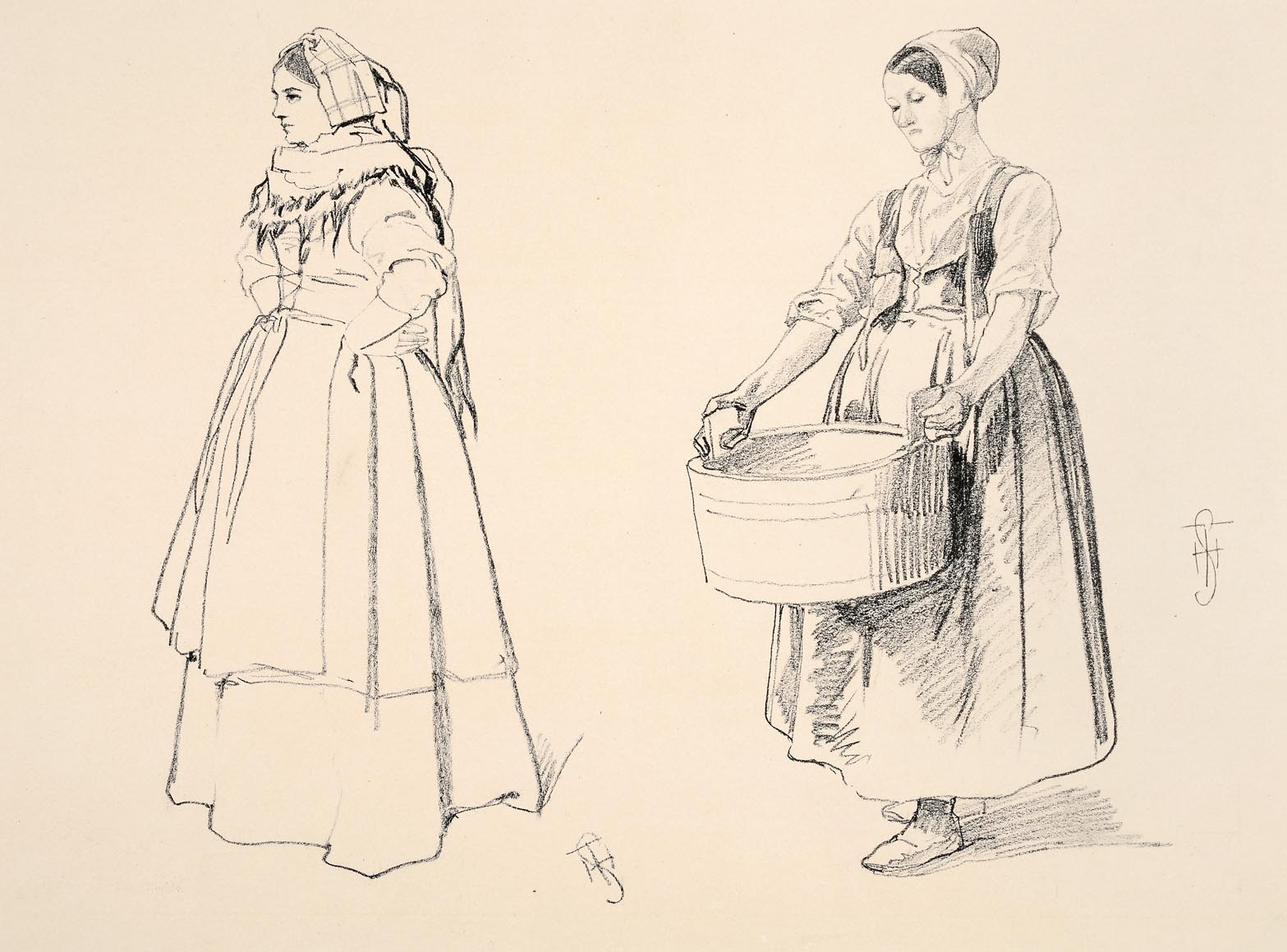
素描